# Geoclemys
Geoclemys (лат.) — род черепах из семейства азиатских пресноводных черепах.
Род содержит единственный современный вид из Южной Азии (Индия и Пакистан) — Geoclemys hamiltonii. Также известны два ископаемых вида из миоцена Восточной Азии (Японии): Geoclemys matuuraensis и Geoclemys yudaensis. Максимальная длина карапакса современной Geoclemys hamiltonii составляет 41 см. Она питается преимущественно улитками, но также ест личинок стрекоз, других насекомых, пресноводных ракообразных и другие продукты животного и растительного происхождения.

## Виды
В род включают 1 современный и 2 ископаемых вида:
- Geoclemys hamiltonii (Gray, 1831)
- †Geoclemys matuuraensis
- †Geoclemys yudaensis